# Карнисе, Альберт
Альберт Карнисе Компани (кат. Albert Carnice Company; 24 марта 1958) — андоррский футболист, полузащитник. Выступал за клуб «Принсипат» и национальную сборную Андорры.

## Биография

### Клубная карьера
С 1996 года по 2004 год играл за клуб «Принсипат», который выступал в чемпионате Андорры. В сезоне 1996/97 вместе с командой стал победителем чемпионата Андорры и обладателем Кубка Андорры. В июле 1997 года Альберт принял участие в одном матче первого отборочного раунда Кубка УЕФА против шотландского «Данди Юнайтед» (0:8). По сумме двух встреч «Принсипат» уступил (0:17).

### Карьера в сборной
13 ноября 1996 года национальная сборная Андорры проводила свой первый международный матч против Эстонии и Исидре Кодина вызвал Альберта в стан команды. Товарищеская встреча закончилась поражением сборной карликового государства со счётом (1:6), Карнисе вышел на 88 минуте вместо Джонни Родригеса. Карнисе дебютировал в возрасте 38 лет и стал одним из самых старых дебютантов за национальные команды. Эта игра стала для Альберта Карнисе единственной в составе сборной.

## Достижения
- Чемпион Андорры: 1996/97
- Обладатель Кубка Андорры: 1997